# Penzé
Die Penzé ist ein Küstenfluss in Frankreich, der im Département Finistère in der Region Bretagne verläuft. Sie entspringt im Regionalen Naturpark Armorique, an der Nordflanke der Monts d’Arrée, im Gemeindegebiet von Plounéour-Ménez, entwässert in einem Bogen von West nach Nord und mündet nach rund 40 Kilometern zwischen den Gemeindegebieten von Saint-Pol-de-Léon und Carantec in der Bucht Baie de Morlaix in den Ärmelkanal. Unterhalb des gleichnamigen Weilers Penzé ist der Fluss bereits den Gezeiten ausgesetzt und bildet einen Mündungstrichter.

## Orte am Fluss
(in Fließreihenfolge)
- Plounéour-Ménez
- Loc-Eguiner-Saint-Thégonnec
- Guimiliau
- Saint-Thégonnec
- Guiclan
- Penzé, Gemeinde Taulé
- Pont de la Corde, Gemeinde Henvic

## Sehenswürdigkeiten
- Château de Penhoat, Burgruine aus dem 13. Jahrhundert am Zusammenfluss mit dem Coat Touzac’h – Monument historique[4]
- Der Mündungsabschnitt des Flusses gehört zum Natura 2000-Schutzgebiet unter der Nummer FR5300015.